# 빔 코크
빌럼 "빔" 코크(Willem "Wim" Kok, 네덜란드어 발음: [ˈʋɪm ˈkɔk], 1938년 9월 29일~2018년 10월 20일)는 네덜란드의 전 노동당(PvdA) 소속 정치인으로, 1994년 8월 22일부터 2002년 7월 22일까지 제48대 네덜란드의 총리를 지냈다.
그는 전(前) 노동 조합의 지도자로, 1982년 11월 24일 바세나르 협약을 통해 임금인상억제정책에 동의했고 1986년 노동당의 지도자 요프 덴 아윌(Joop den Uyl)의 후임이 되었다. 3년 후 뤼버르스 3차 행정부에서 재무부 장관과 부총리가 되었고, 1994년 네덜란드 총선거에서 승리를 거두면서 네덜란드의 총리가 되어, 자주색 내각(네덜란드어: Paars kabinet) 으로도 알려진 코크 제1차 내각과 코크 제2차 내각을 이끌었다.
2003년 4월 11일, 코크는 "Minister van Staat"의 명예 직함을 부여받았다.